# Sun Yiwen
Sun Yiwen (în chineză: 孙一文 Sūn Yīwén; n. 17 iunie 1992, Qixia⁠(d), Shandong, Republica Populară Chineză) este o scrimeră chineză specializată pe spadă, campioană olimpică la Tokyo 2020.
A câștigat o medalie de argint la Universiada de vară din 2013, fiind învinsă în finală de sud-coreeanca Shin A-lam. A fost laureată cu aur pe echipe la Campionatul Mondial de Scrimă din 2015 după ce China a trecut de România în finală.  A cucerit medalia de bronz la Jocurile Olimpice de vară din 2016 după ce a pierdut în semifinală cu italianca Rossella Fiamingo, apoi a învins-o pe franțuzoaica Lauren Rembi în „finala mică”.